# Galeodes lawrencei
Espèce
Synonymes
- Galeodellus bicolor Lawrence, 1954 nec Roewer, 1934

Galeodes lawrencei est une espèce de solifuges de la famille des Galeodidae.

## Distribution
Cette espèce est endémique d'Irak. Elle se rencontre vers Bassorah.

## Étymologie
Cette espèce est nommée en l'honneur de Reginald Frederick Lawrence.

## Publications originales
- Harvey, 2002 : Nomenclatural notes on Solifugae, Amblyppygi, Uropygi and Araneae (Arachnidda). Records of the Western Australian Museum, vol. 20, p. 449-459.
- Lawrence, 1954 : Some Solifugae in the collection of the British Museum (Natural History). Proceedings of the Zoological Society of London, vol. 124, no 1, p. 111-124.